# Гранд-Джанкшен (Айова)
Гранд-Джанкшен (англ. Grand Junction) — місто (англ. city) в США, в окрузі Грін штату Айова. Населення — 725 осіб (2020).

## Географія
Гранд-Джанкшен розташований за координатами 42°1′59″ пн. ш. 94°14′13″ зх. д. / 42.03306° пн. ш. 94.23694° зх. д. (42.032965, -94.237022).  За даними Бюро перепису населення США в 2010 році місто мало площу 2,50 км², уся площа — суходіл.

## Демографія
Згідно з переписом 2010 року, у місті мешкали 824 особи в 329 домогосподарствах у складі 199 родин. Густота населення становила 329 осіб/км².  Було 383 помешкання (153/км²).
Расовий склад населення:
| - 96,6 % — білих - 1,2 % — корінних американців - 0,7 % — азіатів - 0,6 % — чорних або афроамериканців |

До двох чи більше рас належало 0,4 %. Частка іспаномовних становила 1,8 % від усіх жителів.
За віковим діапазоном населення розподілялося таким чином: 28,2 % — особи молодші 18 років, 55,7 % — особи у віці 18—64 років, 16,1 % — особи у віці 65 років та старші. Медіана віку мешканця становила 37,7 року. На 100 осіб жіночої статі у місті припадало 106,0 чоловіків;  на 100 жінок у віці від 18 років та старших — 102,7 чоловіків також старших 18 років.
Середній дохід на одне домашнє господарство  становив 48 575 доларів США (медіана — 40 156), а середній дохід на одну сім'ю — 52 404 долари (медіана — 47 404). Медіана доходів становила 42 500 доларів для чоловіків та 25 000 доларів для жінок. За межею бідності перебувало 25,9 % осіб, у тому числі 44,6 % дітей у віці до 18 років та 16,7 % осіб у віці 65 років та старших.
Цивільне працевлаштоване населення становило 388 осіб. Основні галузі зайнятості: освіта, охорона здоров'я та соціальна допомога — 29,9 %, роздрібна торгівля — 19,3 %, виробництво — 17,0 %.